# Greenway Estate

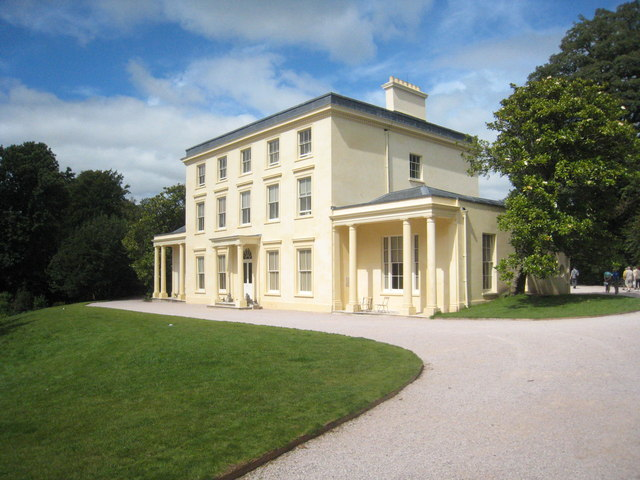
Greenway House im Jahr 2009

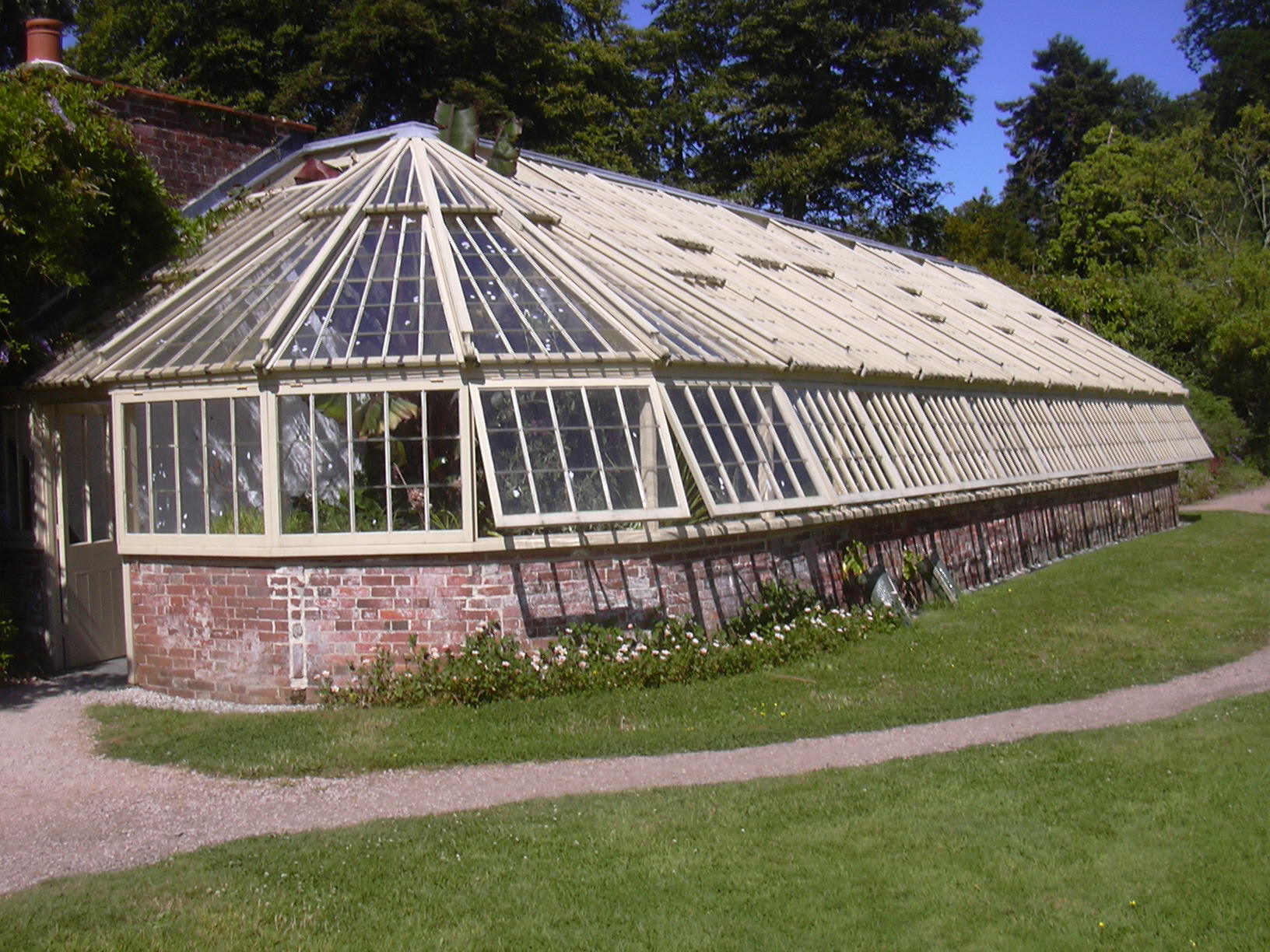
Restauriertes Gewächshaus auf dem Landsitz von Greenway

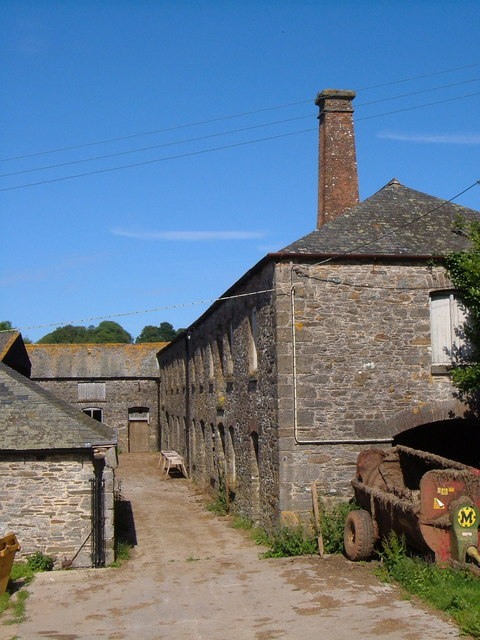
Lower Greenway Farm

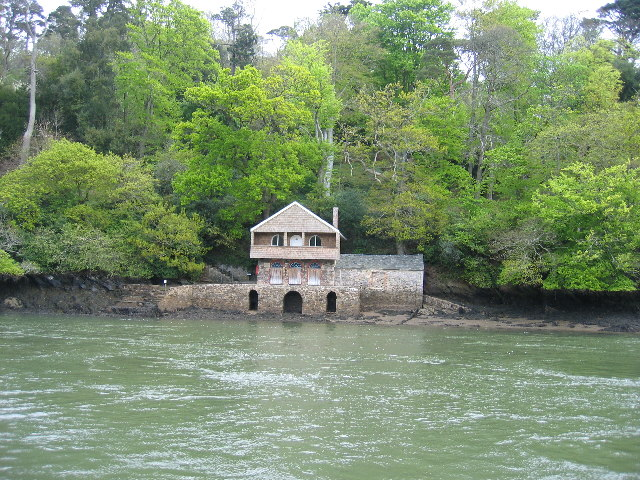
Bootshaus von Greenway

Greenway ist der Name eines Landsitzes am Ufer des River Dart bei Galmpton, in der Nähe von Brixham, Devon, England. Die Ursprünge des ca. 112 Hektar großen Besitzes mit Herrenhaus (Greenway House) und Gärten gehen bis auf das 15. Jahrhundert zurück. Im 20. Jahrhundert wurde es als Sommerresidenz der berühmten englischen Kriminalautorin Agatha Christie (1890–1976) bekannt. Der Besitz gehört heute zum National Trust.

## Geschichte

### Ursprung und Geschichte bis Anfang des 20. Jahrhunderts
Greenway wurde erstmals 1493 als „Greynway“ urkundlich erwähnt. Am River Dart gelegen galt es als wichtiger Knotenpunkt auf dem Weg nach Dittisham. Im späten 16. Jahrhundert war das Anwesen im Besitz der Familie Gilbert und ein Herrenhaus im Tudorstil mit Blick auf die Flussmündung, Greenway Court, wurde für Otho Gilbert und seine Ehefrau Katharine erbaut. Um 1700 wurde der Besitz von dem Händler und Abenteurer Roope Harris Roope erworben, der den Grundstein für Greenway House legte, das nahe dem ursprünglichen Greenway Court erbaut wurde. Von 1791 bis 1832 befand sich Greenway im Besitz der Familie Elton. Edward Elton, ein Händler und Abgeordneter im Parlament, kaufte das Grundstück für 9.000 Pfund, das zum damaligen Zeitpunkt neben Greenway House auch drei Gärten und einen Hof beinhaltete. Sein Sohn James Marwood Elton schloss zwei Flügel an das Herrenhaus an und ließ die Gärten nach Plänen des bekannten Landschaftsarchitekten Humphry Repton neu gestalten. Aus dieser Zeit stammen einige der Gartengebäude, der Kameliengarten und der alte Buchenbestand. 
1832 wechselte der Besitz für 15.500 Pfund an Colonel Edward Caroyon, der die Gärten um zusätzliche Blumenfelder, Zerreichen und einen Tulpenbaum nahe dem Herrenhaus bereicherte. Von 1851 bis 1882 gehörte Greenway dem reichen Kupfermagnaten Harvey aus Cornwall, der den Besitz modernisierte und um angrenzende Ländereien erweiterte. Er restaurierte die Lodge und die Pferdeställe im ummauerten Garten, der zu dieser Zeit unter anderem so exotische Pflanzen wie Akazien, Sophora und Clianthus ein Zuhause boten und fügte Greenway zwei Treibhäuser hinzu. Er war auch die treibende Kraft für den Bau einer Zugverbindung auf Greenway, die zur Landestelle am Dart River führen und Passagiere die Möglichkeit bieten sollte, per Boot ins entfernte Dartmouth zu gelangen. Aus dieser Zeit stammte auch der Greenway Tunnel, der unter dem Landsitz entlangführt und heute die Dartmouth Steam Railway, eine restaurierte Dampfeisenbahn, auf dem Weg von Paignton nach Kingswear durchquert. 1882 kaufte Thomas Bolitho of Trewidden für 44.000 Pfund den Besitz, der nach seinem Tod im Jahr 1919 an seine Tochter Mary und ihren Ehemann Charles Williams of Caerhays fiel. Unter Bolitho und Williams wuchs die Vielfalt an Pflanzen in den Gärten, die nach der Flora Cornwalls gestaltet wurden. Sie enthielten unter anderem Silberbaumgewächse, Notro-Bäume, Zylinderputzer und China-Rosen, später Rhododendren, Narzissen und Magnolien, die Pflanzenforscher wie George Forrest anzogen. 

### Residenz Agatha Christies und Übereignung an den National Trust
Nach einem erneuten Besitzerwechsel und dem Schrumpfen des Anwesens auf nur noch 14,5 Hektar Land, kauften es 1938 die englische Kriminalschriftstellerin Agatha Christie (1890–1976) und ihr zweiter Ehemann, der bekannte Archäologe Max Mallowan (1904–1978) für 6.000 Pfund. Beide verbrachten die Sommer auf Greenway und widmeten sich der Gartenarbeit und dem Sport. Mallowan dokumentierte den Wildblumenbestand des Gartens, und für Christie diente das Anwesen als Inspiration für ihre Kriminalromane, darunter Das unvollendete Bildnis (Originaltitel: Five Little Pigs, 1943) und das 1956 veröffentlichte Werk Wiedersehen mit Mrs. Oliver (Originaltitel: Dead Man's Folly). Im letztgenannten Roman werden der belgische Meisterdetektiv Hercule Poirot gemeinsam mit dem Alter Ego Christies, Ariadne Oliver, mit mysteriösen Todesfällen bei einer Mörder-Schnitzeljagd auf einem englischen Landsitz konfrontiert. Die gleichnamige Fernsehverfilmung aus dem Jahr 1986 mit Peter Ustinov als Poirot (dt. Titel Mord mit verteilten Rollen) nutzte Greenway auch als Drehort.
Während des Zweiten Weltkriegs wurde Greenway von der britischen Admiralität für die United States Navy requiriert. Es diente ab Herbst 1943 den Vorbereitungen für die Landung der Alliierten in der Normandie und wurde später zum Offizierskasino der 10. US-Patrouillenboot-Flottille umfunktioniert. 1959 übereignete Agatha Christie den Besitz ihrer einzigen Tochter aus erster Ehe, Rosalind Hicks, die von 1967 bis zu ihrem Tod Greenway House bewohnte. In dieser Zeit wurde der Landsitz durch den Ankauf der in unmittelbarer Nähe befindlichen Lower Greenway Farm auf 109 Hektar (270 Acre) erweitert und eine Baumschule eingerichtet. Im Jahr 2000 übereigneten die Nachkommen von Agatha Christie Greenway und die Lower Greenway Farm dem National Trust. Daraufhin wurden eine Mio. Pfund privat für die Restaurierung und Wiederherstellung des Anwesens gesammelt. Die 12 Hektar umfassenden Gärten mit ihren wertvollen Bestand an Bäumen und Sträuchern und einer der letzten Original-Anlegestellen am River Dart sind seit März 2002 Besuchern zugänglich und werden auch für Kunstausstellungen genutzt. 2004 widmete die BBC-Serie Hidden Gardens dem Anwesen eine Fernsehdokumentation. Greenway House ist seit Februar 2009 für die Öffentlichkeit zugänglich. Es wurde renoviert und in den ursprünglichen Zustand versetzt, wie zu der Zeit, als Agatha Christie das Haus bewohnte.

## Film
- Ferris, Pam; Bailey, Marcus: Agatha Christie's garden : murder & mystery in Devon. [Silver Spring, Md.] : Acorn Media, 2006. (DVD, ca. 66 min.)